# Ghiryan
Ghiryan (arabă غريان) este un oraș din nord-estul Libiei, districtul Jabal al Gharbi.